# 익스텐디드 플레이

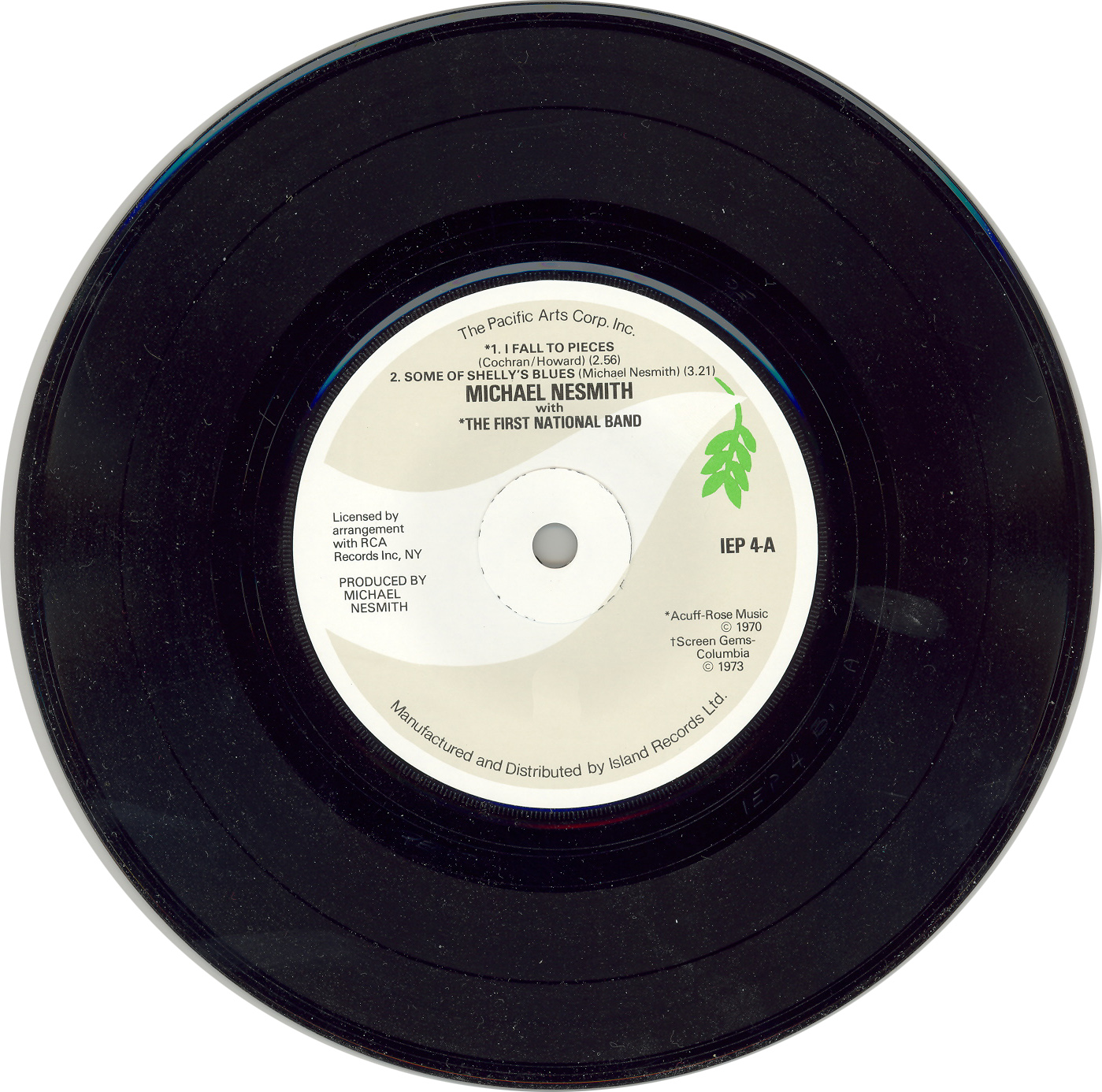
익스텐디드 플레이 비닐 레코드

익스텐디드 플레이(영어: extended play, 약칭 EP)는 수록된 곡이 싱글(SP)보다 길고 보통의 음반하고 LP보다 짧은 녹음물이다. 일반적으로 익스텐디드 플레이 음반에는 4~8곡 정도가 수록되며, 길이는 12~30분인 경우가 대부분이다.

## 역사

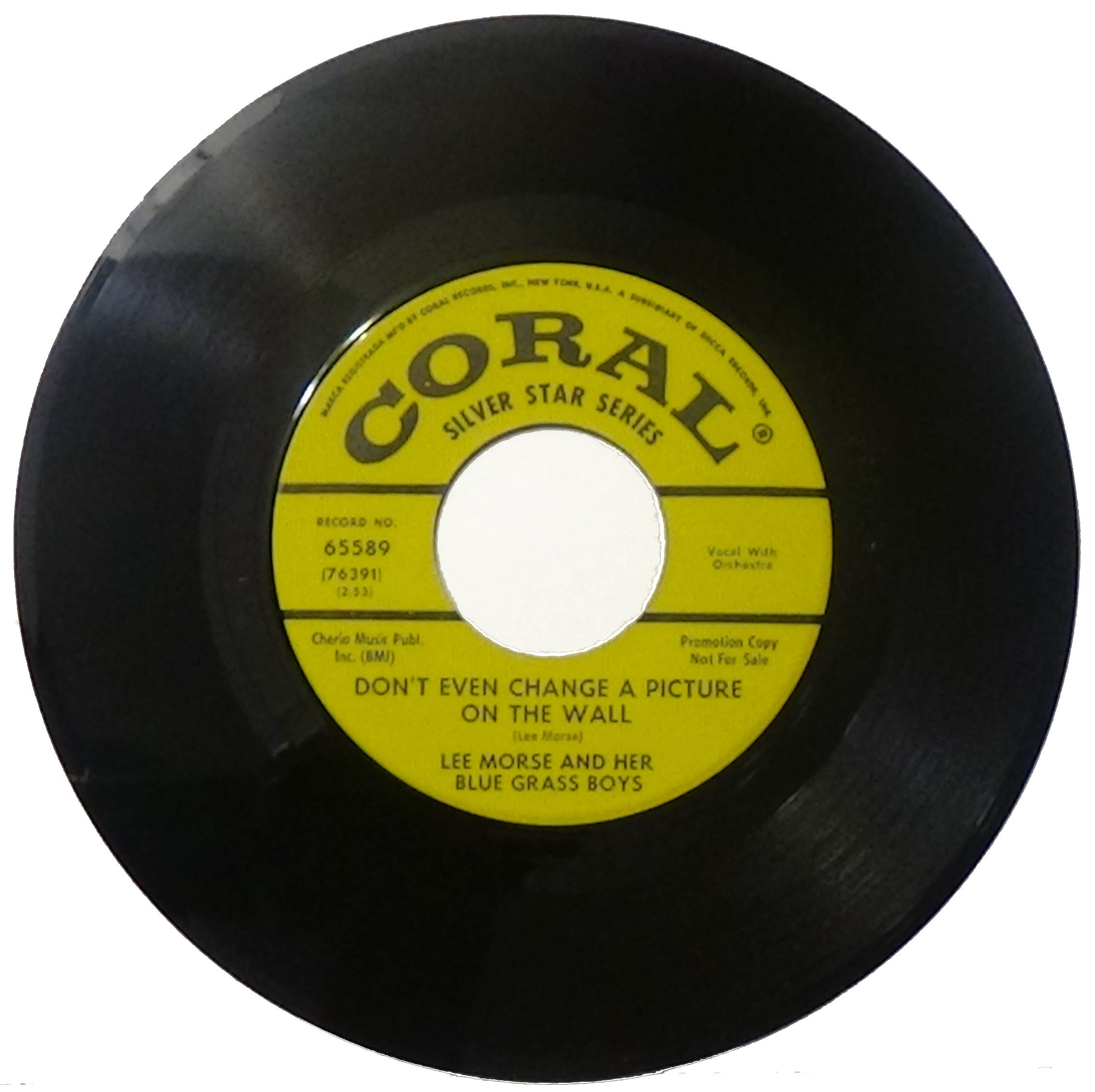
45회전 레코드

EP는 다양한 규격과 다양한 형태로 출시되어 왔다.
1948년에 컬럼비아 레코드에서 개발한 장시간 음반(LP)이 축음기 음반의 표준이 된 이후로, EP는 LP보다 크기가 작고 곡도 적게 실리는 규격의 음반을 가리키는 용어로 도입되었다. 즉 EP(extended play)라는 용어가 처음 쓰인 것은 1952년으로, 컬럼비아 레코드의 경쟁사인 RCA 빅터에서 자사의 7인치 규격의 45회전 레코드를 부른 이름이었다. RCA 빅터에서는 이 레코드를 ‘45’라는 이름으로 1949년에 처음 출시하였으며, 분당 78회 회전하는 표준시간 음반(SP)을 대체할 수 있는 제품으로 선전하였다. 한 면에 최대 7.5분까지 녹음할 수 있었다. 이렇듯 최초의 EP는 RCA 빅터의 제품으로서, SP나 LP와 다른 규격이면서, 음질은 더 좋은 음반으로 소개되었다.
이후 1950-60년대에, EP는 주로 싱글의 컴필레이션이나, 앨범 출시를 앞두고 내놓는 선공개 곡의 모음으로 출시되었다. 규격은 여전히 대체로 7인치에 45회전이었으며, 한 면에 두 곡 정도를 실었다. RCA 빅터에서 내놓는 EP 외에도, EP는 미국, 캐나다, 영국, 그 밖의 유럽 국가들에서 팔렸다. 영국의 주간 음악 잡지 《레코드 리테일러》(Record Retailer)는 1960년에 최초의 EP 차트를 만들었고, 《뉴 뮤지컬 익스프레스》나 《멜로디 메이커》(Melody Maker) 등의 잡지는 종전의 싱글 차트에 EP를 포함하기 시작하였다. 이렇듯 EP의 인기에 힘입어, 일본은 1963년 SP의 생산을 중단하였다.
콤팩트 디스크(CD) 음반 시대에, EP는 영국음반산업협회에 의하여 ‘총 수록시간 25분 미만+수록곡 4곡’인 음반으로, 또 미국음반산업협회에 의하여 ‘총 수록시간 30분 미만+수록곡 3-5곡’인 음반으로 재정의되었다. 그러나 서양에서는 리믹스 곡을 실은 리믹스 음반이나 공연 실황을 담은 라이브 음반으로 출시되는 경우가 대다수이며, 인디 뮤지션의 음반으로 제작되는 경우도 많다. 이러한 EP는 싱글 및 앨범(album)과 함께 음반의 일종이다.

## 나라별 도입

### 대한민국
대한민국에서는 EP 대신 ‘미니 앨범’(mini album)이라는 용어를 많이 사용하는데, 이는 일종의 일본어식 영어다. 대한민국에서는 음반이 싱글이나 EP보다는 정규 음반 위주로 출시되어 왔다. 1996년에 서태지와 아이들이 EP 형태의 《시대유감》을 출시하기는 하였으나, EP의 보편화로 이어지지는 않았다. 그러나 2000년대 들어 음반 시장이 음원 시장으로 전환되고, 발행 비용이 정규 음반에 비하여 적게 들기 때문에, 2000년대 후반부터 EP가 인기를 끌고 있다.
2000년대 초만 해도 EP는 2004년 1월 6일 출시된 아웃사이더의 데뷔 EP 《Come Outside》 등 간헐적으로 있어왔으나, 주류는 아니었다. 이후 2007년 7월 18일에 5인조 남성 그룹 빅뱅이 〈거짓말〉을 수록한 EP 1집 《Always》를 오버그라운드로 도입하여 출시하면서, 대중화시켰다. 직후 빅뱅은 2007년 11월 22일 EP 2집 《Hot Issue》를 다시 한 번 출시했고, 2007년 이후, 2008년 초부터 시작해 태양의 〈나만 바라봐〉가 수록된  《Hot》, 샤이니의 데뷔 음반 《누난 너무 예뻐 (Replay)》, 원더걸스의 〈Nobody〉가 수록된 《The Wonder Years - Trilogy》, 빅뱅의 〈하루하루〉가 수록된 《Stand Up》, 소녀시대의 《Gee》 등이 EP로 출시되어 흥행하면서 EP의 개념이 기성가수에까지 가요계에 전반적으로 대중화되어 사용되기 시작하였다.

### 일본
일본에서는 EP라는 용어 대신 ‘컴팩트반(コンパクト盤)’, ‘미니 앨범(ミニ・アルバム)’이라는 용어를 사용한다. 또한 아이돌 그룹의 경우 싱글을 여러 타입으로 나누어 출시하는 경우가 많으며, EP 규격으로 출시하는 경우는 적은 편이다.